# Echoes (Jaleel-Shaw-Album)
Echoes ist ein Jazzalbum von Jaleel Shaw. Die 2020/21 entstandenen Aufnahmen erschienen am 16. August 2021 im Eigenverlag als Download auf der Plattform Bandcamp. Es war eines der Soloalben von Saxophonisten, die während der COVID-19-Pandemie in den Vereinigten Staaten entstanden waren, wie Queen City von J. D. Allen und Bird with Streams von Jon Irabagon.

## Hintergrund
„Die Aufnahmen wurden bei mir zu Hause gemacht“, schrieb der Saxophonist in den Liner Notes. „Sie dokumentierten meine Gedanken und Ideen, als ich während der COVID-19-Pandemie 2020/21 ein ganzes Jahr lang isoliert war. Ich hatte vor kurzem damit begonnen, mir selbst Übungslieder und Ideen mit meinem Handy aufzuzeichnen, was schließlich dazu führte, dass ich ein Mikrofon an meinen Computer anschloss, auf Aufnahme drückte und sah, wohin mich meine Ideen führten.“ Inspiriert ist das Album auch von Shaws Erinnerungen an jüngst verstorbene Freunde und Mentoren, Lee Konitz, Jimmy Heath und sein Lehrer Rayburn Wright, außerdem vom Todesfall Breonna Taylor und dem einer seiner Lieblingskünstler, des Rappers MF Doom, und dem Nachdenken über das Massaker von Tulsa 1921. Auf zwei Tracks, „Breonna“ und dem abschließenden „Isolation“, fügte Shaw dem Mix Elektronik hinzu.

## Titelliste
- Jaleel Shaw: Echoes[2]

1. Lee 3:10
2. Breonna 3:05
3. Tulsa 2:57
4. Improvisation for Mom 2:58
5. Temesgen 4:40
6. On Being Invisible 2:28
7. Doom 1:57
8. Silence 2:58
9. Isolation 7:36

Die Kompositionen stammen von Jaleel Shaw.

## Rezeption

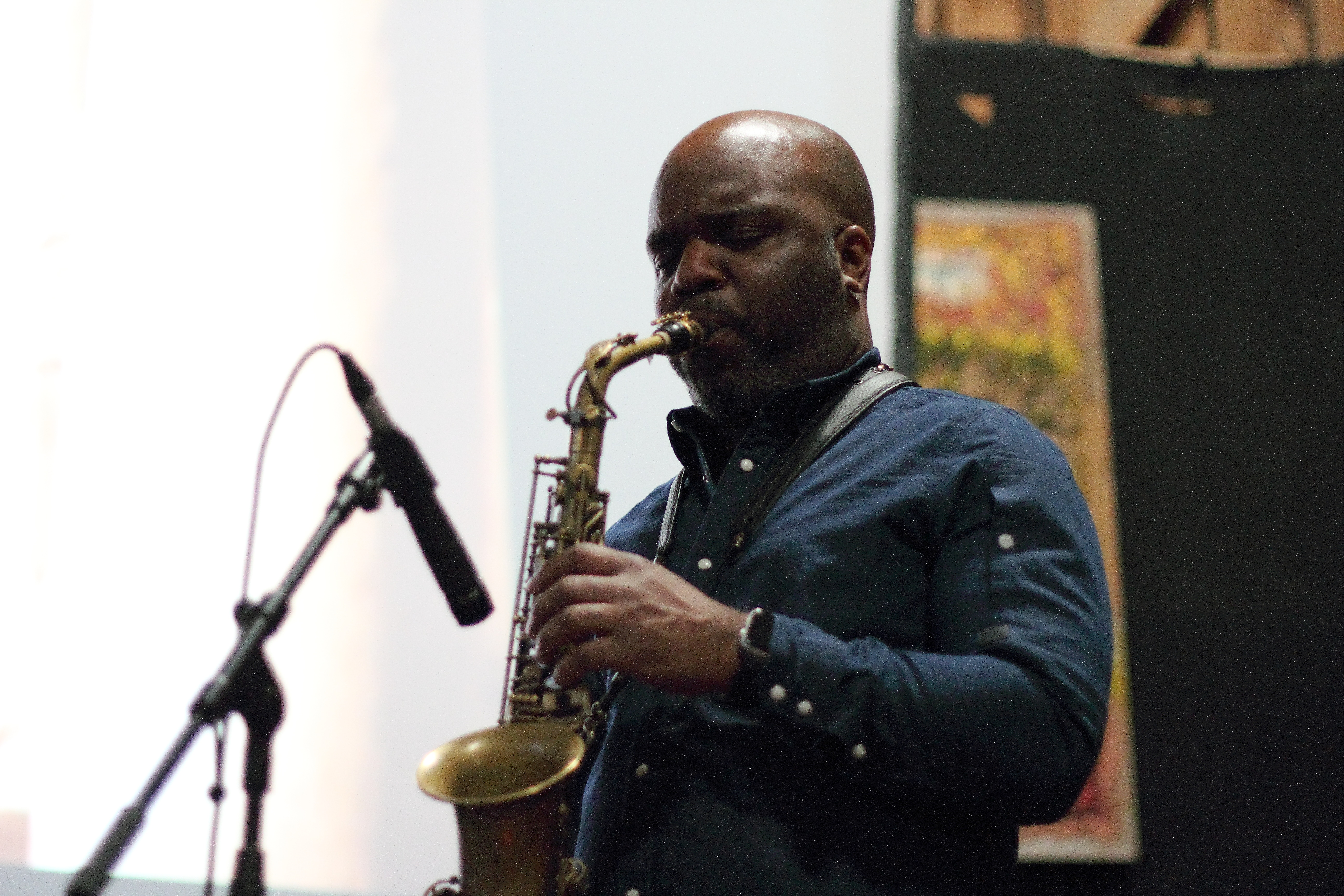
Jaleel Shaw auf dem INNtöne Jazzfestival 2018

Philip Freeman, der Echoes im Down Beat mit vier (von fünf) Sternen bewertete, meinte, Jaleel Shaw gehe seinen eigenen Weg, verfüge über außerordentliche technische Fähigkeiten und sei ein Meister seines Instruments. Auf dem Album würde er lange Post-Bebop-Linien abspulen, ohne mit der Wimper zu zucken (oder eine Atempause einzulegen – so scheine es zumindest bei manchen Titeln) und sich dann mit klarer Selbstbeherrschung in Avantgarde-Zonen bewegen.
Jaleel Shaws „Echoes“ klinge gleichzeitig munter und traurig, gewichtig und dennoch voller Leben, lobte Will Layman (Pop Matters). Die Titel dieser Altsaxophon-Auftritte seien voller [Assoziationen an den] Tod („Lee“ für den Tod von Lee Konitz, „Breonna“, „Tulsa“) und düsteren Stimmungen („Doom“, „Isolation“, „Silence“). Aber Shaws Spiel sei in jeder Hinsicht großartig und erfülle jeden Zuhörer mit der Kraft des Gefühls. Shaws Spiel sei dabei in jedem Track überaus melodisch; er spiele mit Mustern und Motiven, die anmutig kreisen und variieren. Zum Beispiel sei „Temesgen“ (mit dem Titel, wie er vermute, nach dem äthiopischen Journalisten Temesgen Desalegn benannt) auf einer Tonleiter und Phrasierung aufgebaut, die auf eine Nähe zu arabischen Kulturen hindeute, wobei Shaw einen leicht nasalen Ton verwende und das Klacken der Saxophon-Klappenpolster einsetze, um eine trommelartige Textur zu erzeugen.